# 32449 Crystalmiller
32449 Crystalmiller este o planetă minoră (asteroid), cu un diametru de 2,427 km, din centura de asteroizi. A fost descoperită pe 23 septembrie 2000 la Experimental Test Site⁠(d) de Lincoln Near-Earth Asteroid Research. 
Obiectul prezintă o orbită caracterizată de o semiaxă mare de 2,3057333 UAi, o excentricitate de 0,12, o înclinație de 8,90738 ° în raport cu ecliptica.